# Нокс, Эдмунд
Эдмунд Джордж [Валпи] Нокс (англ. Edmund George [Valpy] Knox; 10 мая 1881 — 2 января 1971) — поэт и сатирик, писавший под псевдонимом Эвоэ (Evoe). Был редактором журнала «Панч» (1932—1949), в течение многих лет регулярно публиковал стихи и прозу.

## Жизнь
Нокс был старшим сыном Эдмунда Арбатнота Нокса — потомка Джона Арбатнота, 8-го виконта Арбатнота. Он был братом Римско-католического священника и писателя Рональда Нокса, взломщика кодов Дилли Нокса, англиканского священника и исследователя Нового Завета Уилфреда Нокса и писательницы Уинифред Пек. Его дочь, писательница Пенелопа Фицджеральд, написала биографию четырех братьев под названием «Братья Нокс».
Получил образование в школе короля Эдуарда (в Бирмингеме) и Рагби.
В первом браке состоял с 1912 года с Кристиной Фрэнсис Хикс, родившейся в 1885 году. У них были дети Пенелопа Фитцджеральд (родилась в 1916 году, умерла в 2000 году) и Эдмунд Роул Вальпи Нокс (журналист, умер 5 июня 1994 года). Кристина умерла в 1935 году. Он снова женился в 1937 году на Мэри Шепард, иллюстраторе Мэри Поппинс и дочери Э. Х. Шепарда, который иллюстрировал «Винни-Пуха» и «Ветер в ивах».
Служил в Линкольнширском полку во время Первой Мировой Войны, и Punch сообщил в октябре 1917 года, что он был ранен.
Как поэт, он был известен своей способностью создавать злободневные, сатирические стихи для Punch в стиле известных современных поэтов, таких как Джон Дринкуотер, Джон Мейсфилд, Уолтер де ла Мар, Эдмунд Бланден, Роберт Бриджес и Джей Си Сквайр — обычно ему удавалось сохранить общий стиль и манеру поэта, не прибегая к пародированию какого-либо конкретного стихотворения.
Хотя он больше всего известен своей сатирой, некоторые из его более серьезных стихотворений, написанных во время Второй мировой войны, когда он занимал редакторское кресло в Punch, вызывают поочередно тоскливую ностальгию, мрачную решимость и тоску по возможному миру, часто используя метры из греческой или латинской поэзии или исторических английских форм. Хотя большую часть своей жизни он был агностиком, постепенно он вернулся в Англиканскую церковь.

## Книги
Сборники сочинений Эвоэ, обычно перепечатанные со страниц "Панча", были опубликованы следующим образом:
- A Little Loot (1920)
- The Brazen Lyre (1911)
- Parodies Regained (1921)
- These Liberties (1923)
- Fiction as She is Wrote (1923)
- An Hour from Victoria (1924)
- Fancy Now (1924)
- Quaint Specimens (1925)
- Poems of Impudence (1926)
- It Occurs to Me (1926)
- Awful Occasions (1927)
- I'll Tell the World (1928)
- Gorgeous Times (1928)
- Wonderful Outings (1928)
- Here's Misery! (1928)
- This Other Eden (1929)
- Blue Feathers (1929)
- Things that Annoy Me (1932)
- Folly Calling (1932)
- Slight Irritations (1933)
- In My Old Days (1969)